# Koninklijke Academie voor Schone Kunsten van Kortrijk

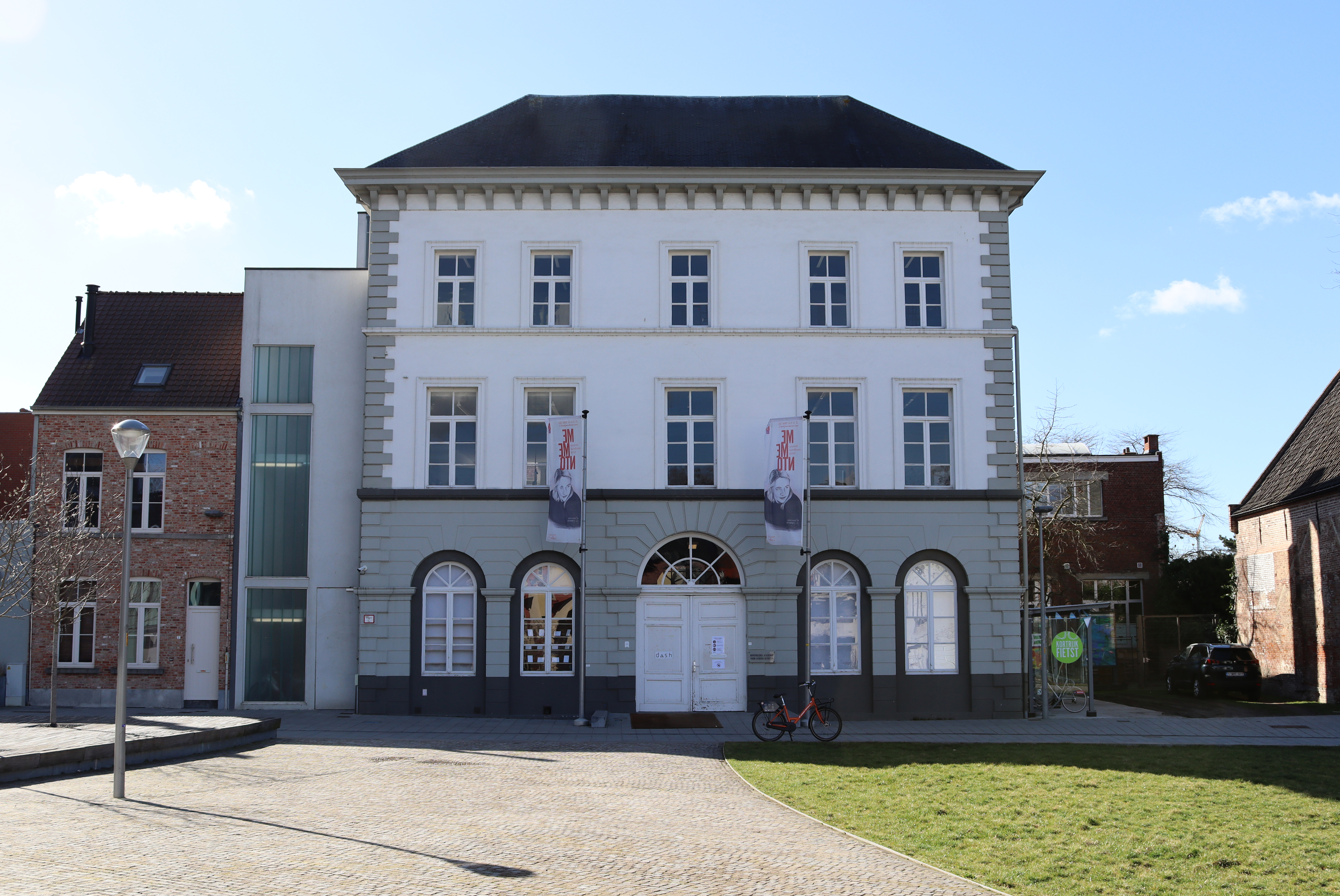
Gevel KASK Kortrijk

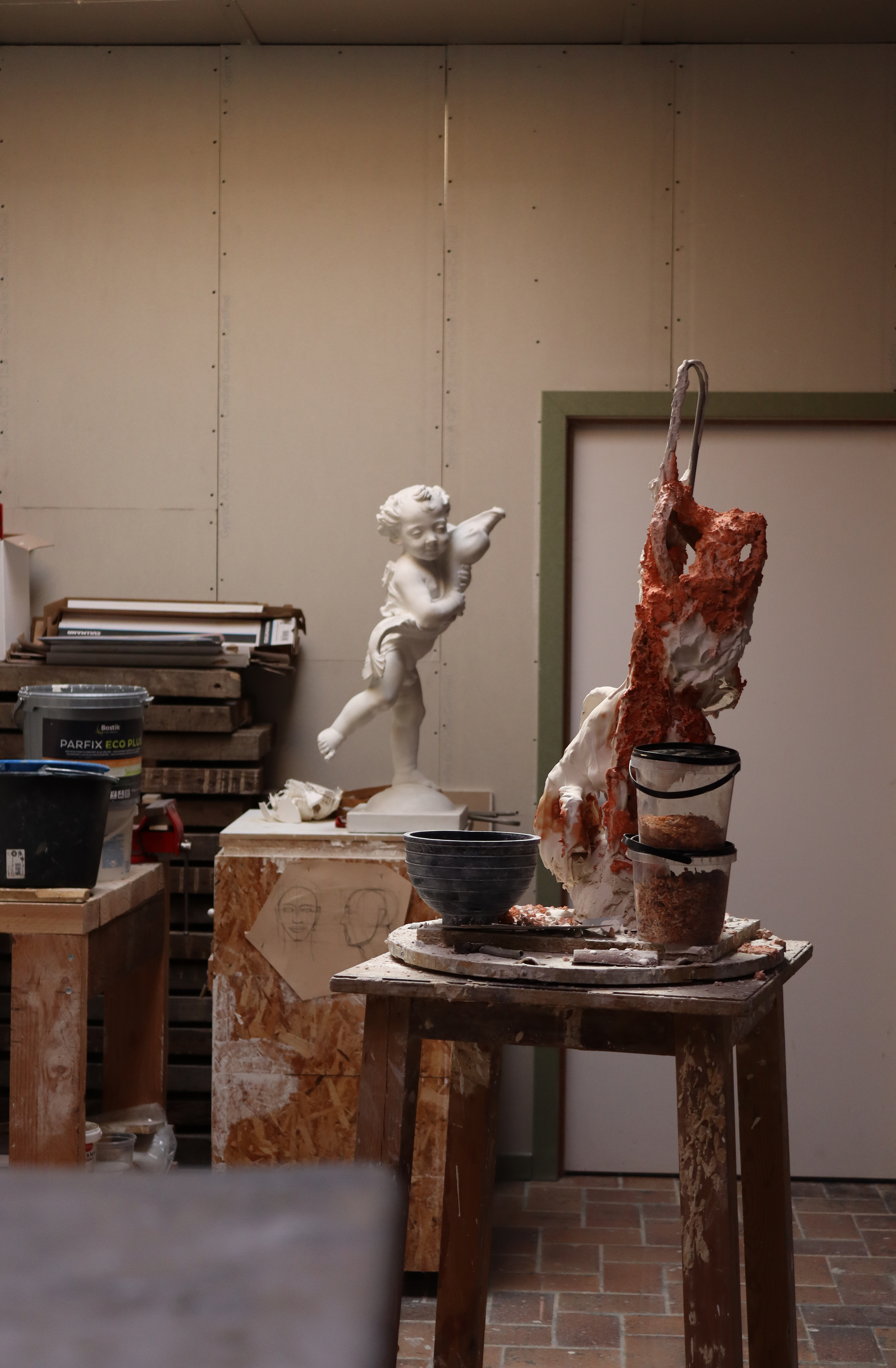
Detail Beeldhouwatelier

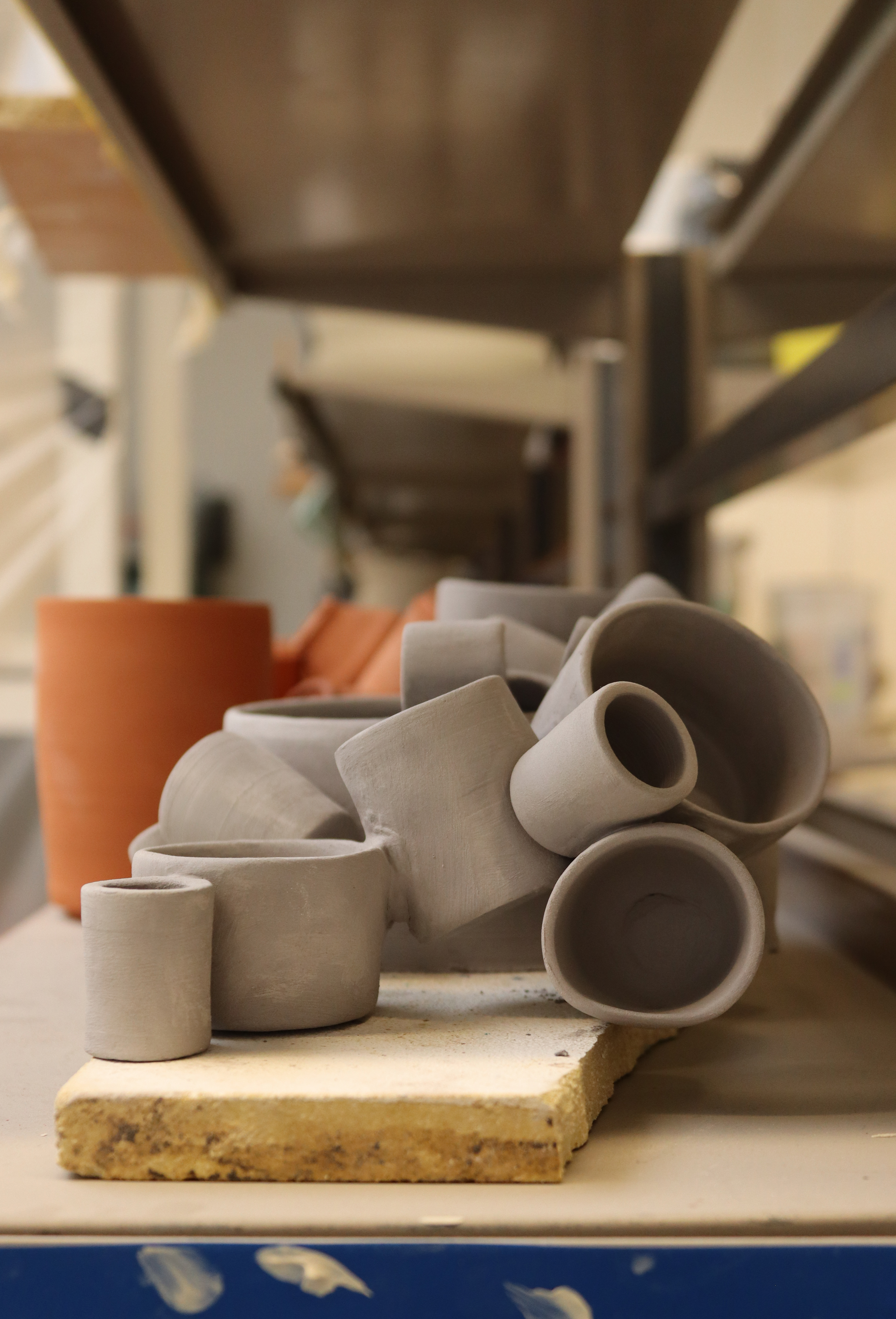
Detail Keramiekatelier

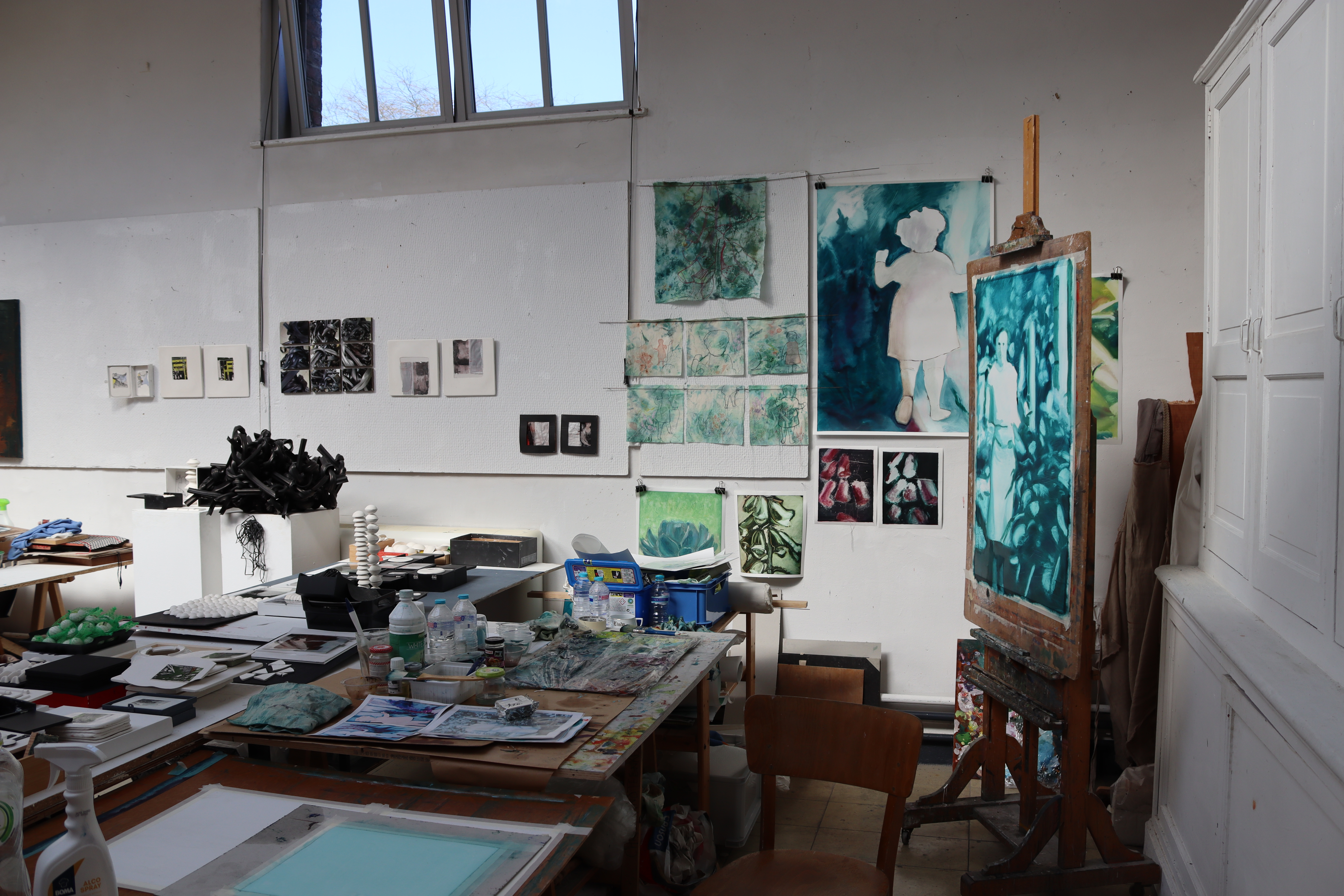
Detail projectatelier

De Koninklijke Academie voor Schone Kunsten is een kunstschool in de Belgische stad Kortrijk. Het hoofdgebouw is gelegen op de Houtmarkt 5. De school behoort tot het deeltijds kunstonderwijs.

## Geschiedenis
De Academie voor Teken- en Schilderkunst werd opgericht in 1760. De zuidelijke Broeltoren was het eerste onderkomen van de Academie. Vanaf 5 februari 1761 startten daar de activiteiten. In 1804 wijzigde de locatie naar de oude sacristie van het Jezuïetenklooster in de H. Geestschool.
De Nijverheidsschool werd opgericht in de tweede helft van de negentiende eeuw. De Academie beheerde deze Nijverheidsschool. Ook de Weefschool kwam in 1897 onder het beheer van de academie. In 1911 splitste het beheer van de instellingen. De Academie kreeg een eigen bestuur en de Nijverheids- en weefschool bekwam ook een bestuur. De twee besturen hadden dezelfde toezichtcommissie. Vanaf 23 oktober 1976 hadden beide instellingen een eigen bestuurscommissie.
In 1931 vestigde de Academie zich definitief op de Houtmarkt. De Academie onderging een naamswijziging in 1939. Van 'Academie' naar 'Academie voor Teken- en Schilderkunst'. Doordat tijdens de Tweede Wereldoorlog de Duitsers het gebouw op de Houtmarkt bezetten, gingen de lessen door in het Sint-Albertuscollege. Na de oorlog werden de lessen hervat op de Houtmarkt. 
Op 9 januari 1976 wordt de naam ‘Academie voor Teken- en Schilderkunsten’ gewijzigd in ‘Koninklijke Academie voor Schone Kunsten’. Tot op heden is het gebouw de thuisbasis van het KASK Kortrijk.
Sinds 2014 is de Koninklijke Academie voor Schone Kunsten ook de thuishaven van DASH. Dit is een onafhankelijk platform dat tentoonstellingen aanbiedt van opkomende, hedendaagse kunstenaars uit binnen- en buitenland. 

## Opleidingen

### Aanbod voor kinderen
- Eerste en Tweede graad (vanaf 6 jaar) + Derde kleuter
  - Audiovisueel atelier
  - Beeldatelier

### Aanbod voor jongeren (Derde graad: vanaf 12 jaar)
- Audiovisueel atelier
- Architectuuratelier
- Beeldatelier
- Beeldverhaal atelier
- Digitaal beeldatelier

### Aanbod voor volwassenen

##### Derde en Vierde graad
- Beeldatelier
- Beeldverhaal atelier
- Digitaal beeldatelier
- Projectatelier / Keramiekatelier

##### Vierde graad en specialisatie
- Beeldhouwen en ruimtelijke kunst
- Cross-over-project
- Fotokunst
- Grafiekkunst
- Interieurontwerp
- Keramiek
- Kunstambacht steen-beeld
- Modeontwerp
- Projectatelier
- Schilderkunst
- Tekenkunst

###### Voor personen met een beperking
- Aangepast Beeldende Vorming (Derde graad)
- Projectatelier

## Directie en alumni

### Directeuren
| - Emmanuel Viérin, 1912-1938 - Charles Debels - Pierre Pauwels, 1946-1955 |

### Enkele oud-studenten
- Richard Acke
- Victor Acke
- Hendrik Jozef de Block
- Lieven Colardyn
- Pierre Nicolas Croquison
- Constant Devreese
- Godefroid Devreese
- Valère Dupont
- Octave Landuyt
- Henri-Julien Noreilde
- Victor Sileghem
- Georges Vandevoorde
- Ria Verhaeghe

## Gebouw
Van rijkswachtkazerne tot Academie:
- 1831: De rijkswachtkazerne is in opbouw.
- 31 december 1833: De rijkswacht neemt zijn intrek in de nieuwbouw. Hun vorige kazerne was in het gewezen Kapucijnenklooster.
- WO1: Tijdens de Eerste Wereldoorlog doet het gebouw dienst als feldgendarmerie en gevangenis.
- 1931: Het gebouw wordt gebruikt als onderkomen voor de Academie voor Teken- en Schilderkunst.
- WO2: De Duitse bezettingsmacht legt beslag op het gebouw tot maart 1945.
- 12 maart 1945: De Academie voor Teken- en Schilderkunst hervat de activiteiten in het gebouw.
- 2014: Platform 'DASH' gebruikt het gebouw om er tentoonstellingen in te organiseren.

### Architectuur
Het gebouw wordt gekenmerkt door de neoclassicistische architectuur. Het heeft drie bouwlagen en een leien schilddak.